# Jean Gratton
Pour les articles homonymes, voir Gratton.
Jean Gratton, né le 4 décembre 1924 à Wendover (Ontario, Canada) et mort le 14 avril 2011, est un prélat catholique canadien, évêque de Mont-Laurier de 1978 à 2001.

## Biographie
Après des études en théologie au Grand séminaire Saint-Thomas d’Aquin à Ottawa et en philosophie à l’Université Angelicum de Rome ainsi que des études exégétiques et bibliques à l’Université de Montréal, il est ordonné prêtre le 27 avril 1952, à Wendover par Mgr Alexandre Vachon, archevêque d’Ottawa. Professeur au petit Séminaire d’Ottawa de 1952 à 1967, puis supérieur de l’établissement en 1966, il prend ensuite la direction de la Maison Paul VI et de la Pastorale des vocations de 1967 à 1969. Puis, il devient codirecteur du Conseil diocésain de l’apostolat laïque entre 1968 et 1970, et du Concile diocésain en 1971. Il exerce ensuite la charge de curé de la paroisse Saint-Victor d’Alfred de 1970 à 1973, puis devient vicaire général de l’archidiocèse d’Ottawa (1973-1975) et enfin curé à la paroisse Saint-Charles de Vanier (1975-1978) avant d’être nommé évêque de Mont-Laurier. 
Il est nommé évêque le 10 mai 1978 par Paul VI et consacré à l'épiscopat par Mgr Joseph-Aurèle Plourde. Ses coconsécrateurs sont alors Mgrs Jean-Guy Hamelin et André Ouellette.
Au sein de la Conférence des évêques catholiques du Canada, il est notamment président de la Commission épiscopale de l’éducation chrétienne (1989-1993) et président du Comité des communications (1990-1996) à l’Assemblée des évêques catholiques du Québec. Il est également président de l'assemblée des évêques de l’Inter-Ouest durant une bonne partie de son épiscopat à Mont-Laurier. 
En 2001, Mgr Vital Massé (de) lui succède en tant qu'évêque de Mont-Laurier.